# Cumbayá (canción de Pee Wee)
«Cumbayá» es el primer sencillo del álbum debut Yo soy del cantante Pee Wee.

## Información
- El 29 de mayo del 2009 fue lanzado el sencillo "Cumbayá".
- El 1 de junio del 2009 fue lanzado mundialmente.
- El 30 de junio del 2009 fue lanzado en iTunes.
- El 16 de julio del 2009 presentó su sencillo "Cumbayá" en los 2009 Premios Juventud.
- La canción forma parte del soundtrack de la telenovela Camaleones.

## Remix
Un remix fue lanzado el agosto del 2009, con Arcángel.

## Versión cumbia
Una versión cumbia fue lanzado el 8 de septiembre del 2009.

## Versiones
- Cumbayá (Versión Álbum) - 3:33
- Cumbayá (Versión Sencillo) - 3:36
- Cumbayá (Remix) (con Arcángel) - 3:31
- Cumbayá (Versión Cumbia) - 3:39

## Posicionamiento
| Listas (2009)                         | Posición |
| ------------------------------------- | -------- |
| U.S. Billboard Latin Pop Songs        | 22       |
| U.S. Billboard Latin Songs            | 19       |
| U.S. Billboard Tropical Songs         | 37       |
| U.S. Billboard Regional Mexican Songs | 37       |
| U.S. Spanish Contemporary             | 27       |
| U.S. Tropical Latin                   | 31       |
| Los 40 principales Guatemala          | 26       |